# DÖF-Sonnenleiter-Höhlensystem
Das DÖF-Sonnenleiter-Höhlensystem liegt im Südostmassiv des Toten Gebirges unweit der Tauplitzalm (Steiermark) in Österreich. DÖF ist die Abkürzung für Deutsch-Österreichische-Freundschaft.

## Geschichte
Das stark verzweigte Höhlensystem mit tiefen Schächten und einem großen Horizontalsystem wird seit seiner Entdeckung im Jahre 1985 von einigen Mitgliedern des Vereines für Höhlenkunde in Obersteier (VHO) erforscht.
Der DÖF-Schacht oder Freundschaftsschacht befindet sich in 1.874 m ü. A. und wurde 1986 entdeckt. Zahlreiche Schächte und extreme Engstellen erschwerten die Erforschung, darunter ein 154 Meter tiefer Direktschacht, genannt „Big Brother“. Im Winter 1998/99 konnte eine Tiefe von -962 Metern erreicht werden. Die Auswertung der Messergebnisse hat gezeigt, dass sich der DÖF-Schacht und Sonnenleiterschacht ziemlich nahe kommen. Daher wurde versucht eine Verbindung herzustellen. Am 27. Juli 1999 gelang es, ausgehend vom DÖF-Schacht, den Zusammenschluss herzustellen. Das neue DÖF-Sonnenleiter-Höhlensystem erreichte durch die neuen, höheren Eingänge eine Niveaudifferenz von -1.042 Metern und eine Gesamtlänge von 12.772 Metern.
Bei einem weiteren Tiefenvorstoß im Februar 2002 konnte vom DÖF-Schacht aus, der bisher tiefste Punkt des Höhlensystems, ein Siphon bei -974 m erreicht werden. Dieser liegt in 904 m ü. A. etwa auf Höhe des Dorfplatzes von Tauplitz. Die Tiefe des Gesamtsystems erhöhte sich dadurch auf -1.054 m.
Am 26. Januar 2008 konnten Forscher des Vereins für Höhlenkunde in Obersteier eine Verbindung mit dem Ozonloch (1625/406) realisieren. Dadurch erreichte das DÖF-Sonnenleiter-Höhlensystem eine Gesamtlänge von 20.926 Metern und eine Horizontalerstreckung von 1.620 Metern. Insgesamt hat das Höhlensystem zehn Eingänge bzw. vier hinabführende Schachtsysteme. Mit einem Gesamthöhenunterschied von 1.092 Metern handelt es sich um die tiefste Höhle des Toten Gebirges und der gesamten Steiermark.
Durch Forschungen im Herbst 2008 erhöhte sich die Gesamtlänge auf 21.440 m.